# Cattedrale dell'Intercessione (Barnaul)
La cattedrale dell'Intercessione (in russo Покровский кафедральный собор?) è una chiesa della città di Barnaul, in Russia. Dagli anni quaranta è la cattedrale dell'eparchia di Barnaul.

## Storia e descrizione
L'edificio dedicato all'Intercessione della Theotókos fu costruito a partire dal 9 agosto 1898. Ultimato nel 1903, fu consacrato il 29 settembre 1904. La realizzazione del progetto fu resa possibile da una serie di donazioni private dei fedeli della periferia occidentale di Barnaul. La chiesa, costruita in mattoni rossi, è un esempio di architettura neobizantina. Nel luogo in cui sorge la struttura, era stata precedentemente edificata una chiesa in legno.
Dei tre altari della cattedrale, quello maggiore è consacrato alla Vergine, mentre gli altri due sono dedicati a Sant'Aleksandr Nevskij ed a San Pantaleone di Nicomedia. Gli interni dell'edificio sono decorati da dipinti che ricalcano lo stile pittorico di artisti come Michail Vasil'evič Nesterov, Viktor Michajlovič Vasnecov e Ivan Nikolaevič Kramskoj, realizzati tra il 1918 ed il 1928.
Nel 1939 la chiesa fu chiusa al culto per via della politica antireligiosa delle autorità sovietiche. Poco dopo venne demolito il campanile ed asportata la croce della cupola centrale. Tuttavia, nel 1943 l'edificio fu riaperto, divenendo una delle poche chiese ancora in funzione dell'intera città. Proprio per questa ragione fu presa la decisione di farne la cattedrale dell'eparchia. Alla fine degli anni '40 furono intrapresi degli interventi di restauro all'interno della struttura. Invece, fu necessario attendere il 1993 per la ricostruzione della torre campanaria.
Nel 2011 le pitture murali sono state soggette ad un nuovo intervento di restauro.

## Galleria d'immagini

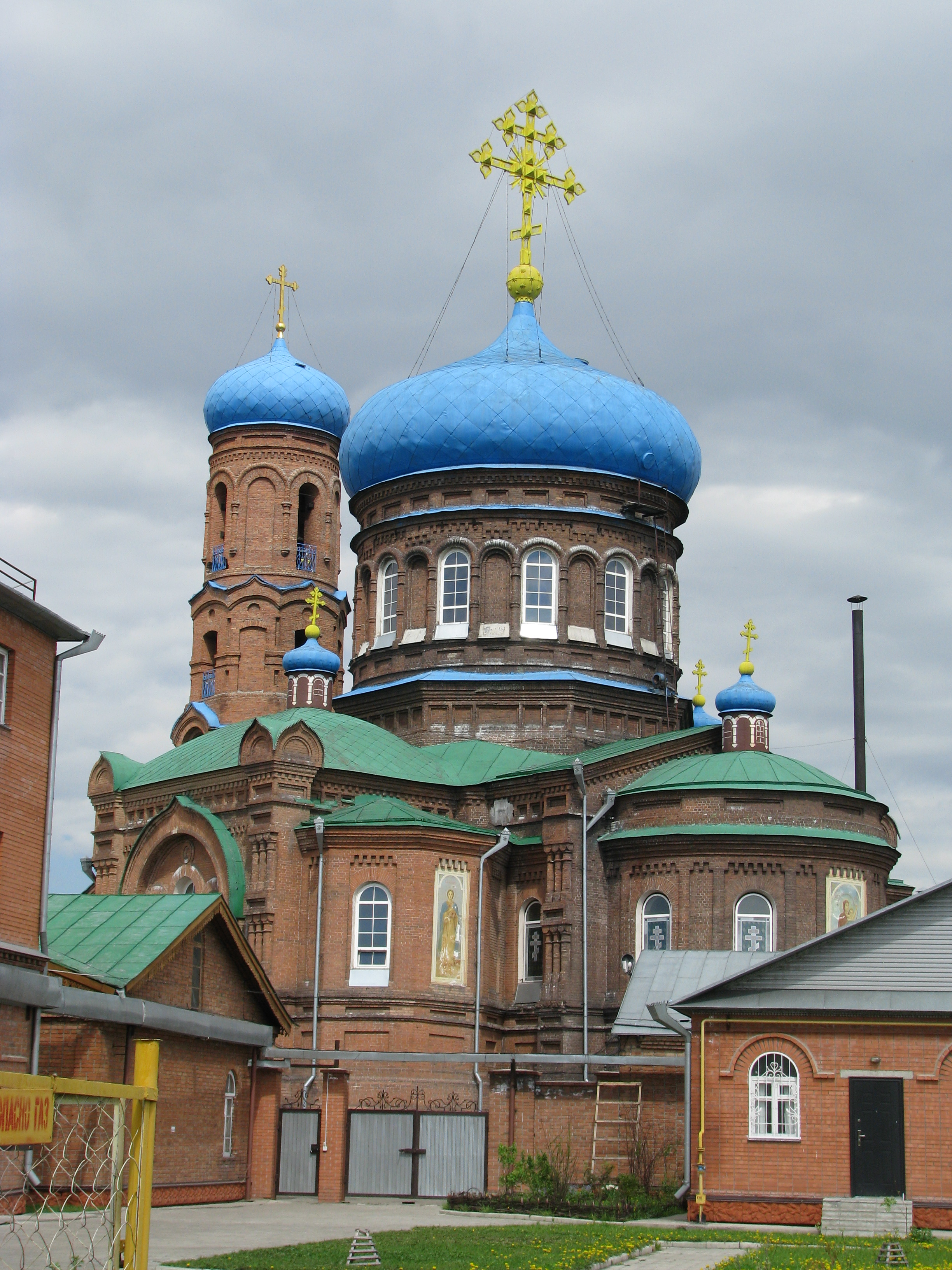
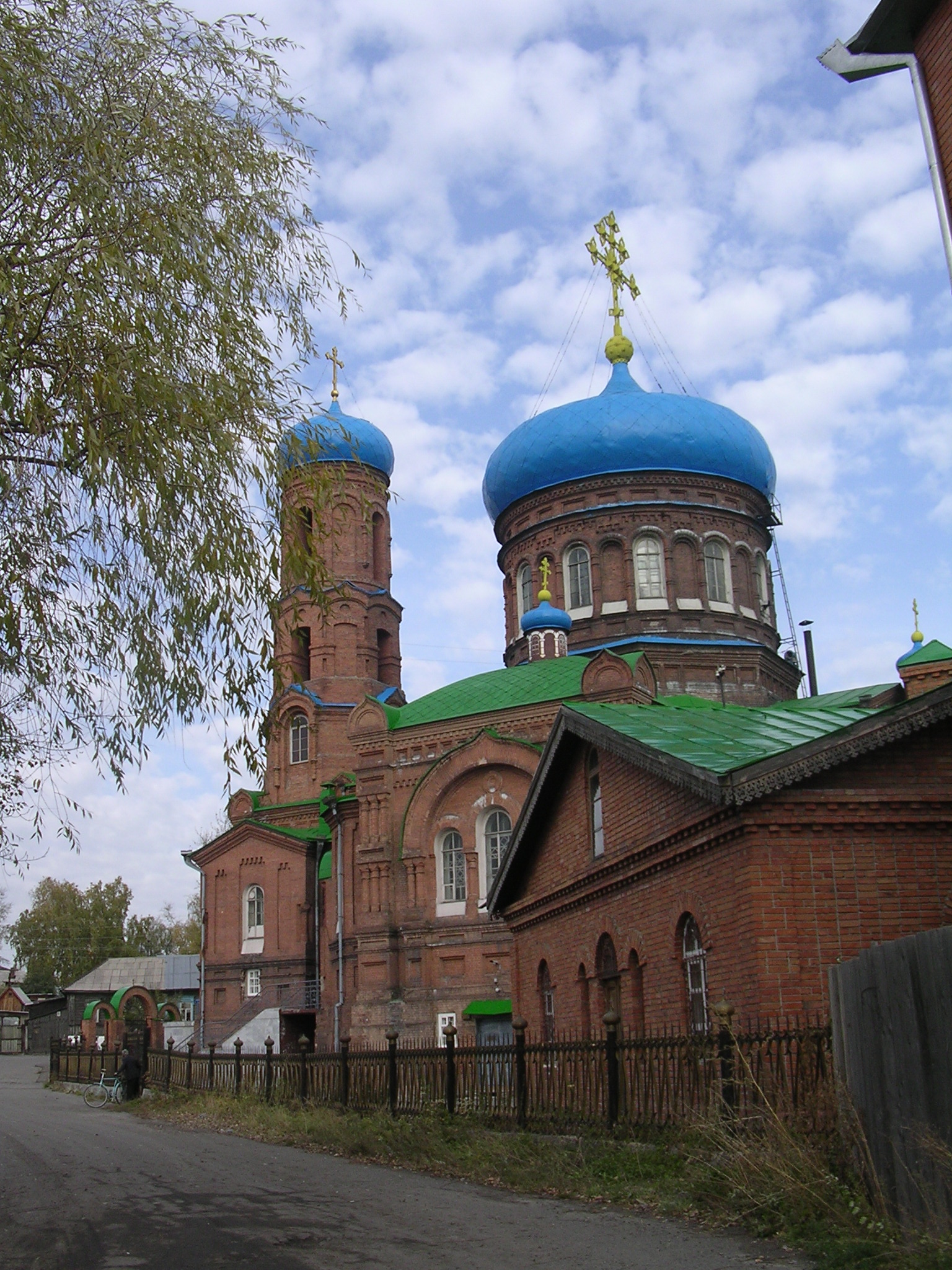
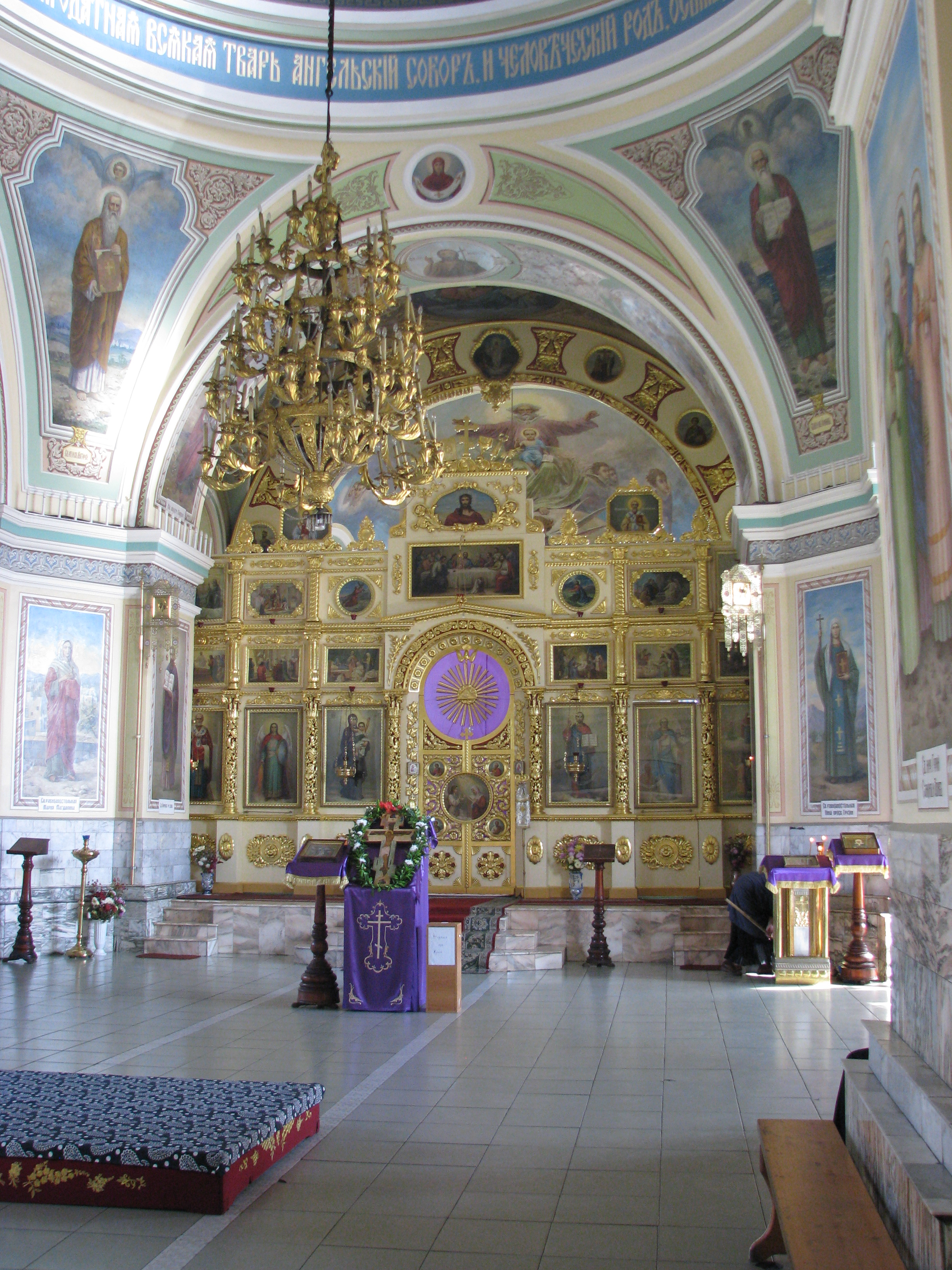
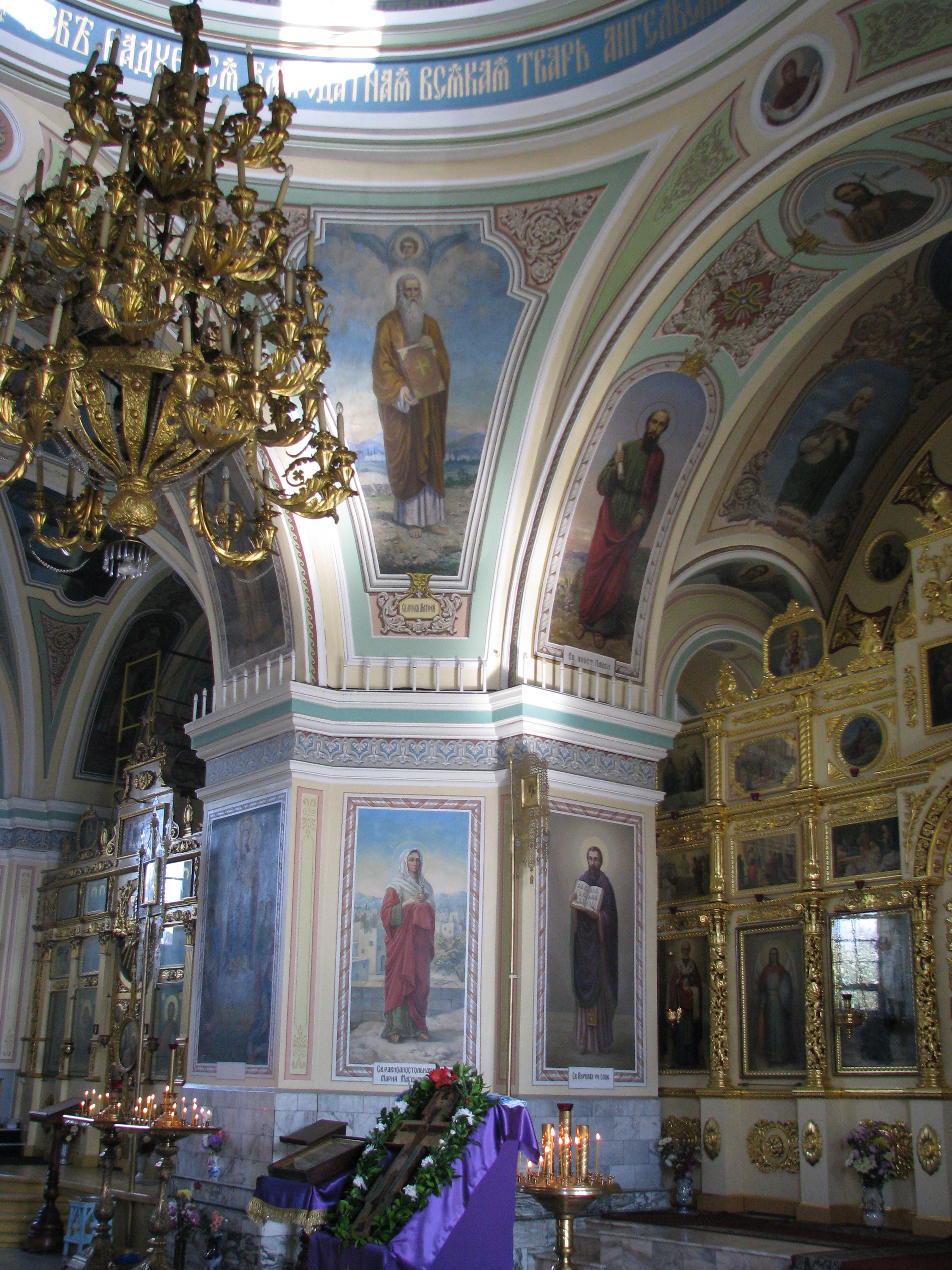
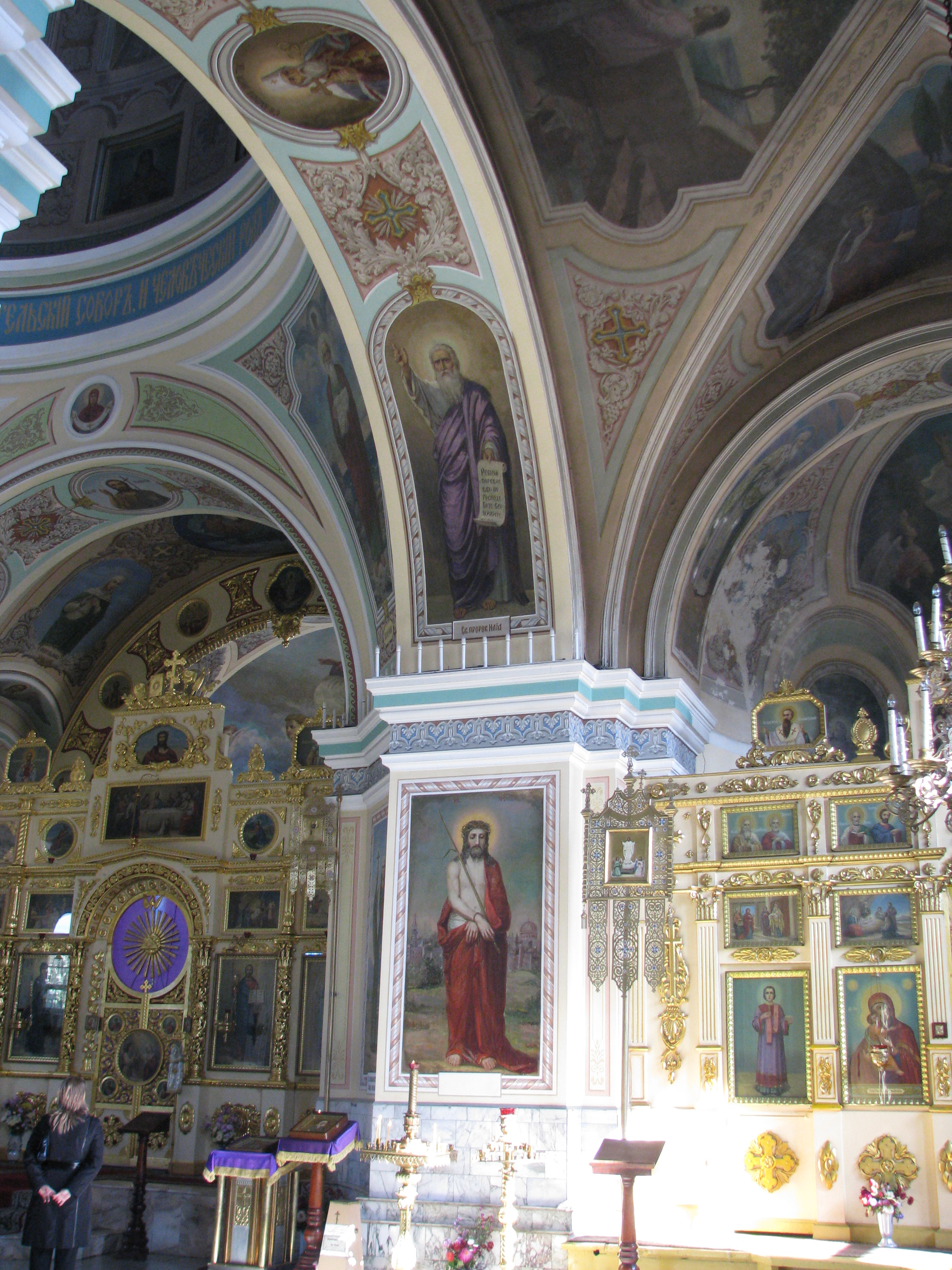